# Trương Công Thảo
Trương Công Thảo (sinh ngày 11 tháng 10 năm 1988) là một cựu cầu thủ bóng đá người Việt Nam từng thi đấu ở vị trí tiền đạo cho câu lạc bộ Phù Đổng tại V.League 2.